# Enrico Verdozzi
Enrico Verdozzi (...) è uno scenografo italiano.

## Carriera
Enrico Verdozzi ha cominciato la sua carriera scenografica con il film Casta diva (1935, per la regia di Carmine Gallone), che vinse la Coppa Mussolini al miglior film italiano. Prima dello scoppio della seconda guerra mondiale ha collaborato anche con Carlo Ludovico Bragaglia e Amleto Palermi.
A partire dal 1939, inizia a lavorare per le scenografie del regista Duilio Coletti, con il quale parteciperà a sei film. Soprattutto, a partire da quel punto farà tutte le sue scenografie insieme a Antonio Tagliolini (11 film).

## Filmografia
- Casta diva, regia di Carmine Gallone (1935)
- Le scarpe al sole, regia di Marco Elter (1935)
- Amore, regia di Carlo Ludovico Bragaglia (1935)
- Ballerine, regia di Gustav Machatý (1936)
- Il corsaro nero, regia di Amleto Palermi (1937) - architetto-scenografo
- Allegri masnadieri, regia di Marco Elter (1937)
- Il fornaretto di Venezia, regia di Duilio Coletti (1939)
- Capitan Fracassa, regia di Duilio Coletti (1940)
- Giuliano de' Medici, regia di Ladislao Vajda (1941)
- La maschera di Cesare Borgia, regia di Duilio Coletti (1941)
- Il cavaliere senza nome, regia di Ferruccio Cerio (1941)
- Il mercante di schiave, regia di Duilio Coletti (1942)
- Inferno giallo, regia di Géza von Radványi (1942)
- Tre ragazze cercano marito, regia di Duilio Coletti (1944)
- Il ventesimo duca, regia di Lucio De Caro (1945)
- Non canto più, regia di Riccardo Freda (1945)
- L'adultera, regia di Duilio Coletti (1946)